# Original Equipment Manufacturer

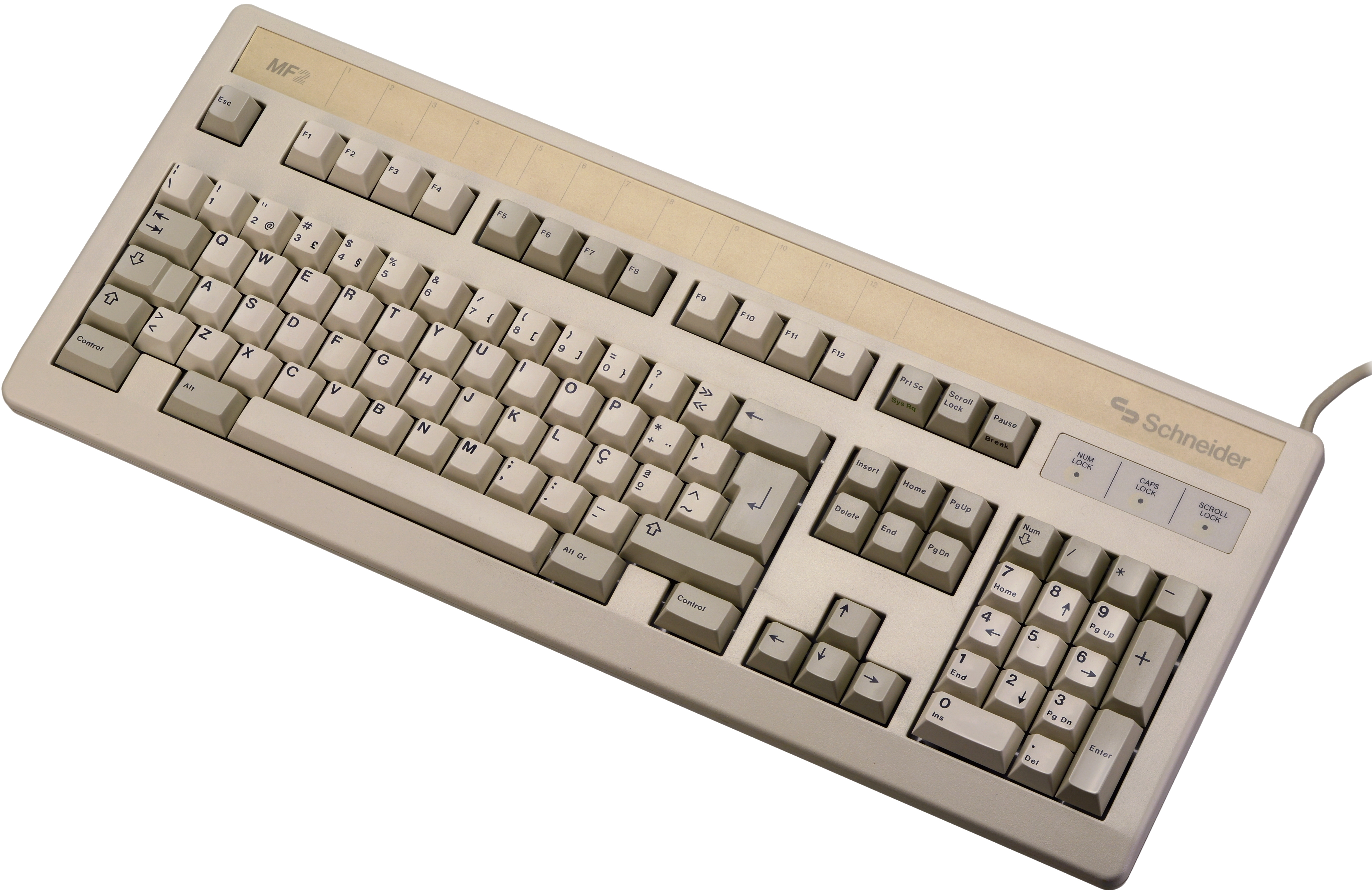
Esse teclado Schneider MF2
foi produzido pela Cherry em 1988.

Original Equipment Manufacturer (OEM), em português, fabricante do equipamento original, é um termo usado quando uma empresa faz uma parte ou subsistema que é utilizado no produto final de outra empresa.

## Visão geral
O termo Original Equipment Manufacturer é usado de várias formas, cada uma delas é clara dentro de um contexto. O termo, algumas vezes, refere-se ao fabricante de uma parte ou submontagem, outras vezes, a um fabricante de montagem final e, outras ainda, a uma categoria mental que compreende os dois, em contraste com todos os outros fabricantes terceirizados de peças ou subconjuntos do mercado de peças.
Na primeira utilização, o OEM é a empresa que faz a produção de uma parte que é comercializada por outra empresa, normalmente, como um componente do produto proprietário da segunda empresa. Por exemplo, se a Acme Manufacturing, Co. produz cabos de força que são usados em computadores da IBM, a Acme é considerada como o OEM dos cabos de força.
Na segunda utilização, OEM se refere a empresas como value-added resellers, que são o segundo fabricante na definição acima. Se, por exemplo, a Hewlett-Packard vende placas de circuito para a Acme Systems para uso nos sistemas de segurança da Acme, H-P refere-se à Acme como um OEM.
Na terceira utilização, OEM é uma categoria mental para todos os fabricantes envolvidos quando um conjunto final foi construído (originalmente equipado) - em contraste com quem produziu peças que foram instaladas posteriormente. Por exemplo, se a Ford usou plugues de ignição da Autolite, baterias da Exide, injetores de combustível da Bosch e blocos e cabeças de motor da própria Ford quando constrói um carro, então, os restauradores e colecionadores de carros consideram todas essas marcas como marcas OEM, em contraste com marcas do mercado de peças (como plugues da Champion, baterias da DieHard, injetores de combustível da Kinsler]] e blocos e cabeças de motor da BMP). Isto pode significar que injetores da Bosch são considerados peças OEM em um modelo de carro e marca de peça em outro modelo.
É uma modalidade diferenciada de distribuição de produtos originais, na qual eles não são comercializados aos consumidores finais, ou seja, são vendidos a outras empresas (chamadas de VAR, ou Value-Added Reseller) que montam os produtos finais (por ex., computadores) e os vendem ao consumidor final. 
Alguns dos produtos OEM não têm a marca do fabricante impressa em si ou nas suas embalagens, ficando ao critério do revendedor colocar a sua própria marca ou vendê-los sem marca, porém, sem influência na qualidade do produto final.

## Outros usos
Original Equipment Manufacturer é um regime de comercialização de software que a Microsoft disponibiliza às empresas informáticas de PCs, por um preço diferenciado. Os softwares OEM são adquiridos através de Distribuidores Autorizados Microsoft®. Os Sistemas Operacionais só podem ser vendidos pelos informáticos de duas maneiras: 
- através da pré-instalação em PCs novos, ou
- com Hardware não periférico.

Já os aplicativos só podem ser vendidos através da pré-instalação em PCs novos (Microsoft®).
Original Equipment Manufacturer - Fabricante de Equipamento Original
Originalmente, o termo significa o seguinte: empresas que compram peças de hardware em grandes quantidades para montarem seus próprios computadores.
Assim, o fabricante da peça oferece, normalmente, ao mercado duas versões de seus componentes: OEM, que é destinada a empresas que montam PCs e, por isto, não vem em caixas bonitas, nem com manuais detalhados e, portanto, são produtos mais baratos; e Retail (também chamado "box" ou "de prateleira"), que é destinado a utilizadores/usuários finais e, por isto, vem em uma caixa bonita e com manual mais detalhado, e, assim, mais caro do que o produto OEM.
Em vários casos, a quantidade comprada de produtos é grande o suficiente para que o fabricante original estampe a marca da empresa que está comprando os produtos, ou, então, só fabrique aquele produto para aquela empresa.
Alguns exemplos reais: as marcas de placas-mãe Eurone e Amptron compram placas-mãe fabricadas pela ECS/PCChips e vendem, sob sua própria marca. A TCE montava, na Zona Franca de Manaus, Scanners que, na verdade, eram fabricados pela Avision ou pela Primax. Neste caso, a Eurone, Amptron e TCE são empresas classificadas como OEM. Já os fabricantes originais (ECS/PCChips, Avision e Primax) são chamadas IHV (Independent Hardware Vendor, Fornecedor Independente de Hardware).
O termo OEM é amplamente usado por todos nós, embora seu nome esteja incorreto, já que uma empresa OEM, ao contrário do que seu nome diz, não é verdadeiramente um fabricante de equipamentos, os OEMs montam equipamentos, usando peças fabricadas por outras empresas.